# 멀지 않다
멀지 않다(Not Far From)는 한국에서 제작된 이문호 감독의 2008년 드라마 영화이다. 성준서 등이 주연으로 출연하였다.

## 출연

### 주연
- 성준서
- 김민식
- 김효주

## 제작진
- 조연출: 강기둥
- 녹음: 안복남
- 믹싱: 채은혜